# プレオン
プレオン（英: preon）とは、素粒子物理学においてクォークやレプトンを構成すると考えられている仮想上の点粒子である。この語は、1974年にJogesh Patiおよびアブドゥッサラームによって作られた。プレオンモデルへの関心は1980年代に最も高まり、標準模型が素粒子物理をほぼ完璧に記述することに成功して以降はその関心が薄れている。現在までに、クォークやレプトンが複合物であるという実験的証拠は未だ見つかっていない。

## 背景
標準模型 (Standard Model : SM) は1970年代に発展してきた。物理学者は粒子加速器実験によって何百もの異なる種類の粒子を観測してきた。これらの粒子は、その物理的性質に基づいて適切な階層構造の中に組織された。この状況は動物をそれらの特徴に基づきグループ分けする分類学になぞらえて"粒子の動物園"と呼ばれた。
現在の素粒子物理では支配的なモデルであるこの標準模型は、観測された粒子のほとんどは複合粒子であることを示すことによって粒子の分類を劇的に単純化した。つまり、このとき観測された粒子は、2つのクォーク（反クォークも含む）の組み合わせであるメソン、3つのクォークの組み合わせであるバリオン、および一握りのその他の粒子であった。これまで加速器によって観測された粒子は、例外なく、この理論に従ってクォークもしくは反クォークの組み合わせによってできていた。
標準模型内では、様々な異なる種類の粒子が存在する。その主要な構成要素は、クォークおよびレプトンである。クォークモデルは、マレー・ゲルマンおよびジョージ・ツワイクによって1964年に提唱された。クォークは6つの異なる種類を持ち、それらはそれぞれ3つのバラエティがある。つまり、量子色力学において"色荷"と呼ばれる、赤、緑、青の3種類である。加えて、レプトンとして知られる粒子も6つの異なる種類を持つ。このうち3つは荷電粒子である電子、ミューオンそしてタウオンであり、残りの3つはニュートリノである。3つのニュートリノは残り3つの荷電粒子のレプトンの一つとそれぞれ対応する性質を持つ。フェルミオンであるクォークとレプトンに加えて、標準模型はボソンも含んでいる。ボソンは、光子、W+・W−とZボソン、グルーオン、そして、重力子やヒッグス粒子などまだ発見されていない粒子への2、3の空欄を含むグループである。これらの粒子のほとんどすべては"左手"および"右手"バージョンというカイラリティを持つ。クォーク、レプトンおよびWボソンはすべて反対の電荷を備えた反粒子を持つ。
標準模型には、まだ完全に解決されていない問題がいくつか存在する。特に、重力子の理論を組み込むことには成功していない。重力子の存在を仮定したモデルで矛盾のない理論を構築する試みは失敗に終わっている。加えて、質量問題は標準模型で謎のままである。一連の粒子の質量はそれぞれあるパターンに従っているが、ほとんどの粒子の不変質量は正確に予測できていない。ヒッグス粒子によって、粒子がその慣性質量を示す理由を説明することができる（不変質量については説明しない）が、 現在のところヒッグス機構は実験によって証明されていない。
標準模型は、宇宙の大規模構造に関する予測においても問題を持っている。例えば、標準模型は一般的に宇宙における物質と反物質は等量であると予測するが、これは観測結果と明らかに反している。さまざまな機構を想定してこの予測を修正する試みが多くなされてきたが、どれも現在広く支持されているものはない。同様に、標準模型は陽子崩壊の存在を示唆しているが、この現象も依然として観測されていない。
このように、標準模型は数多くの任意定数を含んでいおり、また現象と一致しない問題点もいくつか存在している。プレオン理論は、より根本的な粒子およびその法則を発見することで、標準模型が含む任意定数を減らすこと、および現象との矛盾を解決することを目標としている。
プレオン理論は、周期表、そして、より最近の"粒子の動物園"を飼いならした標準模型が多くの現象を説明するのに成功してきたように、より根本的な粒子の周期表を発見することでこの達成を再現するという願望によって動機付けられている。
プレオン理論は、理論および実験素粒子物理学において得られた結果に対して"より根本的な説明"を与える試みとして提案されてきたいくつかのモデルの中の一つである。プレオンモデルは今日の素粒子物理コミュニティの間で比較的少数の関心を引きつけている。

## プレオン理論研究の動機
プレオン研究の動機は、既に存在している事実を説明すること (w:retrodiction)である。これは、以下を含む。
- 基本粒子の数を減らすこと。標準模型の基本粒子は、その多くは電荷のみが異なる多数の粒子からなる。これをより根本的で少数の基本粒子へと減らす。例えば、電子と陽電子は電荷以外は同じものである。プレオン研究は、電子と陽電子が電荷に従って等価に異なる類似のプレオンで構成されていると説明することを目指している。この希望は、還元主義の戦略を元素の周期表においても機能するように再現することである。
- フェルミオンの3つの世代について説明すること。
- 現在の標準模型で説明されていない粒子の質量、電荷、および色荷などのパラメータを理論的に計算すること、および、標準模型に必要とされる実験の入力パラメータの数を減らすこと。
- 電子ニュートリノからトップクォークまで基本粒子と考えられている粒子において、エネルギーー質量の換算値が理論と実験で大きく異なっている理由を与えること。
- 電弱相互作用の対称性の破れをヒッグス場を用いない別の説明を与えること。ヒッグス場に含まれた理論的問題を正すためにはおそらく超対称性が必要となるが、超対称性はそれ自身に問題を内在している。
- ニュートリノ振動と質量を説明すること。
- 根本的に新しい予想を立てること。例えば、理論的に可能な冷たい暗黒物質の候補を予測すること。
- なぜ他でもなく現在の観測された粒子の種類しか存在しないのかを説明すること、および、理論的帰結によって、これら観測された粒子だけが導かれるようにすること。超対称性粒子のように観測されていない粒子を仮定することは、理論物理における主要な問題の一つである。そのため、観測されていない基本粒子を仮定するのではなく、より少数の基本粒子を導入する。

## 歴史
数々の物理学者たちが"pre-quark"（preonの語源、pre-は"前"を-onは"基本粒子"を意味する）の理論を発展させてきた。彼らによって、実験データのみによって知られる標準模型の多くの部分を理論的に正当化する努力が払われた。
基本粒子（または、最も基本的な粒子と標準模型で観測される基本粒子の間を媒介する粒子）の名前として、この他に提案されたもは、prequark、subquark、maon、alphon、quink、rishon、tweedle、helon、haplonおよびY-particleなどがある。 Preonは物理学会で主導的な名前である。
クォークの部分構造を開発する試みは少なくとも1974年のPatiとSalamのフィジカル・レビューの論文まで遡る。その他の試みは、1977年のTerazawa、ChikashigeおよびAkamaの論文、1979年のNe'emanの論文、Harariの論文そしてShupeの論文、1981年のFritzschおよびMandelbaumの論文、そして、1992年のD'SouzaおよびKalmanの著書がある。これらのどれも物理の世界で広く受け入れられるには至っていない。
各プレオンモデルはどれも標準模型よりかなり少数の基本粒子および基本粒子が作用する規則を仮定している。これらの基本粒子とその規則に基づき、プレオンモデルは標準模型を説明しようとしている。さらに、プレオンモデルの多くは、標準模型と少し矛盾することを予測し、標準模型に属さない新しい粒子や現象を算出する。Rishonモデルは、プレオンモデルが目指す典型的な例である。
プレオンモデルの多くは、宇宙の物質と反物質の見かけ上の不均衡は実際のところは幻影であり、プレオンレベルの反物質が多量に存在し、より複雑な物質構造を構成することを理論付ける。
多くのプレオンモデルは、ヒッグス粒子を説明しないし排除もしない。また、電弱対称性はスカラーヒッグス場によってではなく物質を構成するプレオンによって破れていることを提唱する。例えば、Fredrikssonプレオン理論はヒッグス粒子を必要としない。これは、電弱対称性の破れがヒッグス場に媒介されるよりもむしろ物質内のプレオンの再構成によって起こるとして説明する。実際、Fredrikssonプレオンモデルはヒッグス粒子は存在しないと予測している。
"プレオン"という言葉が作られた当初は、主にスピン1/2のフェルミオンの2つのファミリー、レプトンとクォークの性質をその構成物質によって説明するための概念であった。近年では、スピン1のボソンを構成し、その性質を説明する概念も含むようになっている。

## プレオン理論への反論

### 質量パラドックス
1994年ごろ、新しいプレオンモデルがフェルミ国立加速器研究所 (Collider Detector at Fermilab : CDF) 内部の論文で提唱された。この論文は、1992–1993年の運転期間に検出された、予測されていなかった説明しがたい200GeVを越えるエネルギーを持つ粒子ジェットの過剰が観測された結果を説明するために書かれた。しかしながら、これまでの散乱実験はクォークおよびレプトンが10−18 m (または、陽子半径の1/1000) 以下のスケールの"点様"粒子であることを示している。一辺がこのサイズの箱に閉じ込められたプレオンの運動量不確実性は、プレオンの質量によらず約200 GeV/cで、アップクォークの不変質量より50,000倍大きく、電子の不変質量より400,000倍大きい。
ハイゼンベルクの不確定性原理によってΔxΔp ≥ ħ/2であり、このように一辺がΔxより小さい箱に閉じ込められたどんな粒子も箱のサイズに反比例して大きい運動量不確実性Δpを持つであろう。運動量不確実性Δpは粒子それ自身のサイズΔxより大きくなければならないため、プレオンモデルはそれらが作り上げている素粒子より小さい粒子を提案する。ここで、プレオンモデルは次の質量パラドックスを表現する。つまり、「どのようにしてクォークまたはレプトンを、巨大な運動量から生じるクォークやレプトンよりも何桁も大きい質量エネルギーを持つであろうより小さい粒子で構成することができるか？」という疑問である。このパラドックスは、プレオン間の巨大な結合エネルギーを仮定し、その質量エネルギーをキャンセルすることで解決することができる。

### トホーフトのカイラルアノマリー一致の制限
すべてのプレオン理論の候補は、粒子のカイラリティとトホフートのカイラルアノマリーの制限について対処しなければならない。その結果、プレオンモデルは理想的には標準模型よりシンプルな理論的構造を持つことになるであろう。

## 実験による理論の反証の可能性
プレオンモデルは、観測された素粒子の性質を説明するために観測されていない追加的な相互作用や力学をよく提唱する。これは、この理論的帰結が観測と対立しうることを意味している。そのため、例えば、LHCがヒッグス粒子や超対称性パートナーまたはその両方を観測した場合、その観測はヒッグス粒子の存在に関する多くのプレオンモデルの予想と対立するだろう。反対に、ヒッグス粒子が、標準模型がそこに見つかるであろうと予測する絞られていくエネルギーレベルの環境内に現れない場合、多くの競合する理論が反証されるであろう一方で、プレオン理論は顕著な理論的後押しを得るだろう。

## Rishonモデル
詳細は「Rishonモデル」を参照

## 大衆文化におけるプレオン
- 1931年、 オラフ・ステープルドンのSF小説最後にして最初の人類 (Last and First Men)では、今後200万年の人類の未来の発展の歴史の中で高度に進んだ未来の文明のFifth MenとEighteenth Menはエーテルより小さいエネルギー(sub-etheric energy)と呼ばれるものによって力を得ている。これは、例えば、素粒子の体系的な相互作用および相互の対消滅のようなものである。
- 1948年、E・E・スミスの1930年の小説スカイラーク3号の再版では、第一および第二型の"電子より小さい粒子 (subelectron)"を仮定している。後者は重力子に相当する物質である。この小説の初版にはこの記述はないが、再版のものはフィクションとはいえ世界で初めて（または世界初のうちの一つ）電子は基本粒子ではない可能性を述べたものである。この小説シリーズは18年間に渡って科学の進展に沿って改訂され、ストーリーの科学的根拠が拡張されている。
- 1982年の映画 スタートレックII カーンの逆襲の小説バージョンでは、Dr. Carol Marcusのジェネシスプロジェクトチームの2人、Vance MadisonとDelwyn Marchは素粒子より小さい"boojums"および"snarks"と名付けられた物質の研究をしていた。彼らはこの粒子の物理を冗談で"幼稚園の物理 (kindergarten physics)"と呼んでいた。なぜなら、幼稚園は"小学校 (elementary school)"より小さいためである（elementary particle、すなわち素粒子より小さい物質とかけている）。
- オースン・スコット・カードのエンダーのゲームシリーズでは、アンシブルと呼ばれるエンタングルメントに基づくデバイスを経由して星間通信を行っていた。philoticリンクの性質が、シリーズの後半でaiúasと呼ばれる意識を持つが広がりのない質量のない粒子と繋がっている。
- ジェイムズ・P・ホーガンの小説"断絶への航海"ではtweedleと呼ばれるプレオンについて議論している。このtweedleの物理がストーリー展開の中心に据えられている。